# 斯科舍板块
斯科舍板块是一个大洋板块，北与南美洲板块相接，东与南桑威奇微板块相接，南和西则与南极洲板块接壤。
斯科舍板块的北部和南部边界是转换边界，其东界与南桑威奇板块之间是离散边界。由于南美洲板块向西的俯冲作用，造成了南桑威奇岛弧和弧后盆地，因而南桑威奇板块从斯科舍板块中分离出来，并以弧后盆地中的扩张带与斯科舍板块为界。斯科舍板块西部与南极洲板块的边界较复杂，至今仍难于判断是什么类型。
据推断，南美洲板块的西向运动使分别与其北端和南端相邻的加勒比板块和斯科舍板块均受到挤压。这两个板块因而具有相似的外形，其东界都是南美洲板块的消减带。